# Екатерина II (как либреттистка)

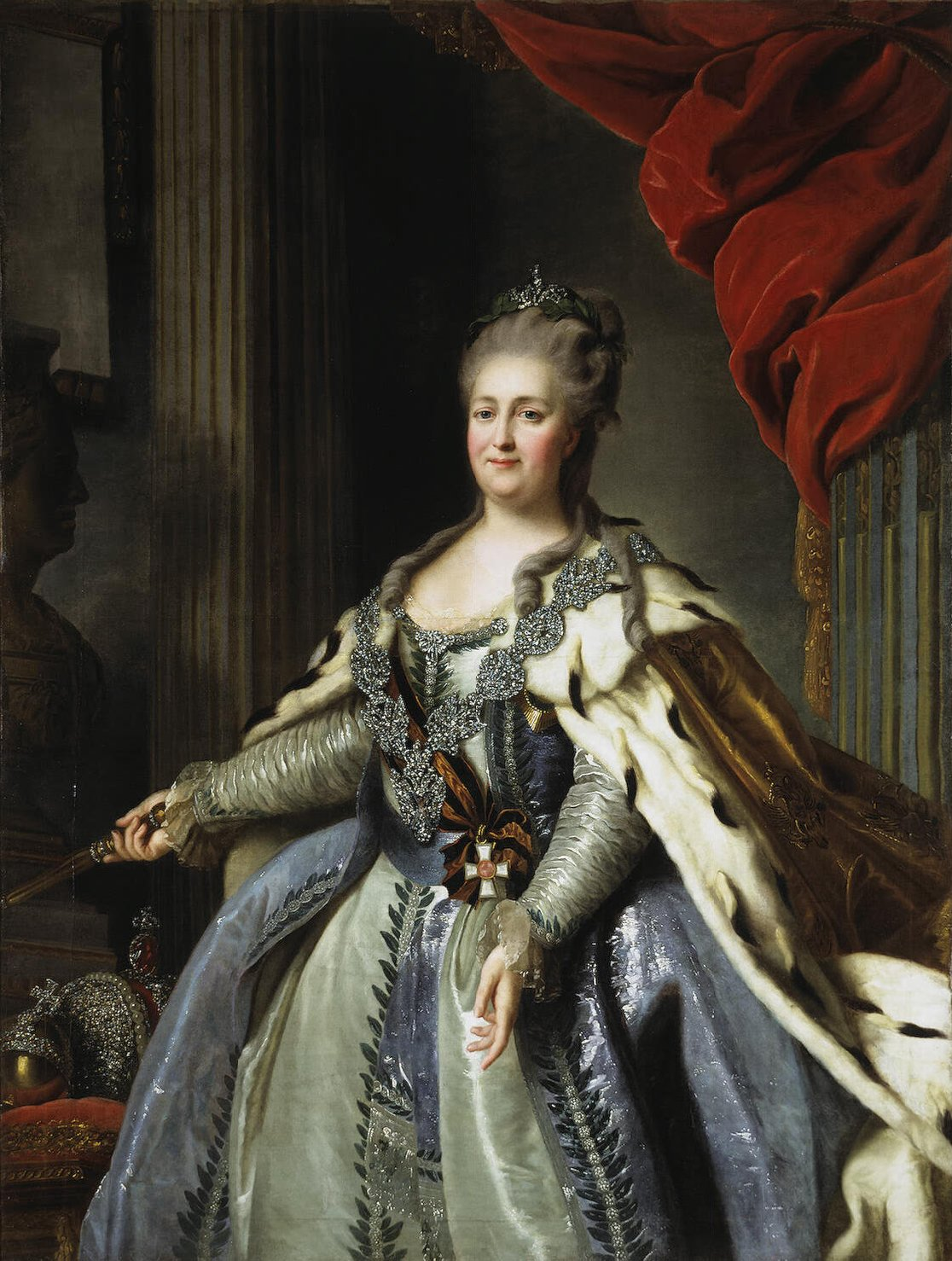
Екатерина II, российская императрица

Екатерина II Великая (1729―1796) не только была поклонницей оперы и покровительницей искусств, но и сама занималась сочинением либретто. Она же поручала некоторым известным российским и зарубежным композиторам писать музыку для её текстов.
Основанный по указу Екатерины в 1783 году Большой театр в Санкт-Петербурге стал площадкой для оперных и балетных спектаклей, которые по своему блеску и роскоши превзошли европейские театры.

## Обзор
Екатерина написала девять либретто, четырнадцать комедийных пьес, семь притч (коротких пьес) и ряд прочих драматических произведений. С сочинением этих текстов ей помогали другие писатели, в том числе Иван Перфильевич Елагин и Александр Васильевич Храповицкий.
Императрица отличалась возвышенностью ума и способностью к самокритике. В одном из своих писем к Вольтеру она отмечала, что сюжеты её драматических произведений слабые и плохо держат интригу, но естественны и верны в своих характеристиках.
Она избрала Василия Пашкевича чтобы тот сочинил музыку для её сказки «Февей». Премьера одноимённой оперы состоялась 19 апреля 1786 года в Эрмитажном театре в Санкт-Петербурге. Блестящая постановка вызывала всеобщее восхищение.
Евстигней Фомин, учившийся у итальянских мастеров, сочинил музыку к её либретто «Новгородский богатырь Боеслаевич». Премьера оперы состоялась 27 ноября 1786 года в Санкт-Петербурге.
Сюжет сказки о Фуфлыче-Богатыре был предложен графом Орловым. Екатерина на основе этой сказки написала пародию на своего двоюродного брата Густава III, короля Швеции. Либретто было положено на музыку Висенте Мартино-и-Солером, испанским композитором, обосновавшимся в России в 1788 году. Опера «Горебогатырь Косометович» была впервые представлена 30 марта 1789 года в Эрмитажном театре. Оперная увертюра на три традиционные русские мелодии имела большой успех, а её текст великие князья Александр и Константин знали наизусть. Однако Екатерина, чтобы избежать политического скандала, поместила следующую пометку в печатное либретто: «не выступать в городском театре в присутствии иностранных министров». Князь Потёмкин, присутствовавший на третьем представлении оперы, согласился на это.
Екатерина пожелала, чтобы знаменитый Доменико Чимароза сочинил музыку на её драму по теме ранней истории России под названием «Начальное управление Олега» (1786), но тот работал слишком медленном, поэтому она заменила его Джузеппе Сарти, который написал оперу вместе с Пашкевичем и миланским музыкантом К. Каннобио. Премьера состоялась 15 октября 1790 года в Эрмитажном театре.
Наконец, опера по её либретто «Федул с детьми» была составлена Василием Пашкевичем и Мартин-и Солером, а её премьера состоялась 16 января 1791 года в Санкт-Петербурге.

### Драматические произведения
- О время! Комедия в трех действиях.
- Именины г-жи Ворчалкиной, комедия в пяти действиях
- Передняя знатного боярина, комедия в одном действии
- Госпожа Вестникова с семьею, комедия в одном действии
- Невеста-невидимка, комедия в одном действии
- Вот каково иметь корзину и белье, комедия в пяти действиях
- Разносторонняя семья осторожками и подозрениями, комедия в пяти действиях
- Недоразумение, комедия в пяти действиях
- Обманщик, комедия в пяти действиях
- Обольщенный, комедия в пяти действиях
- Шаман Сибирский, комедия в пяти действиях
- Из жизни Рюрика, историческое представление
- Начальное управление Олега, историческое представление
- Новгородский богатырь Боеслаевич, комическая опера
- Горебогатырь Косометович, комическая опера
- Федул с детьми

### Проза
- Сказка о царевиче Хлоре, аллегорическая сказка
- Сказка о царевиче Февее, аллегорическая сказка
- Письма Патрикея Правдомыслова
- Письмо к господину Живописцу
- Были и Небылицы и связанные с ними полемические заметки
- Общества незнающих, ежедневная записка
- Тайна противонелепого общества